# Starkville (Colorado)
Starkville è un centro abitato (town) degli Stati Uniti d'America, situato nella contea di Las Animas dello Stato del Colorado. Nel censimento del 2000 la popolazione era di 128 abitanti.

## Geografia fisica
Secondo i rilevamenti dell'United States Census Bureau, Starkville si estende su una superficie di 0,3 km².